# Carl Ludwig von Hablitz
Carl Ludwig Hablizl (o Carl Ludwig von Hablitz o Karl Ivanovich Gablits) fue un naturalista y botánico prusso, ( 1752, Königsberg - 1821, San Petersburgo) .
Publica Descripción física del área de Taurichesky, su posición y tres imperios de la naturaleza, en 1785.
- La abreviatura «Hablitz» se emplea para indicar a Carl Ludwig von Hablitz como autoridad en la descripción y clasificación científica de los vegetales.[1]

## Abreviatura (zoología)
La abreviatura Hablitz  se emplea para indicar a Carl Ludwig von Hablitz como autoridad en la descripción y taxonomía en zoología.